# Disco 4
Disco 4 — четвёртый альбом ремиксов британской поп-группы Pet Shop Boys, вышедший в 2007 году. В отличие от предыдущих альбомов в рамках этой серии, данный альбом состоит преимущественно из ремиксов, сделанных самими участниками дуэта на песни посторонних исполнителей.

## Обзор
В Disco 4 вошли лишь избранные ремиксы на песни других исполнителей, а также два ремикса на песни самих Pet Shop Boys — «Integral» и «I'm With Stupid». Ранее группа уже выпускала альбомы в рамках схожей концепции (сборник ремиксов): Disco (1986), Disco 2 (1994) и Disco 3 (2003). В альбом не вошли известные ремиксы на песни Blur, Робби Уильямса.

## Обложка
Обложка альбома оформлена Марком Фарроу и в целом продолжает концепцию дизайна альбома Fundamental.

## Список композиций
1. The Killers — «Read My Mind» (PSB Stars Are Blazing mix) — 7:20
2. Дэвид Боуи — «Hallo Spaceboy» (PSB Extended mix) — 6:34
3. Pet Shop Boys — «Integral» (PSB Perfect Immaculate mix) — 6:38
4. Йоко Оно — «Walking on Thin Ice» (PSB Electro mix) — 6:28
5. Мадонна — «Sorry» (PSB Maxi-mix) — 8:27
6. Atomizer — «Hooked on Radiation» (PSB Orange Alert mix) — 5:44
7. Rammstein — «Mein Teil» (PSB There Are No Guitars on This mix) — 7:08
8. Pet Shop Boys — «I'm With Stupid» (PSB Maxi-mix) — 8:13